# El beso (Toulouse-Lautrec)
El beso (en el original en francés, Le baiser) es un cuadro de Henri de Touluose-Lautrec de 1892.

## Descripción
Es un óleo sobre cartón de 39 x 58 centímetros de estilo postimpresionista. La firma del artista se encuentra en la parte inferior derecha de la obra.
La obra muestra a dos prostitutas que se besan en una cama, compartiendo un momento de amor lésbico. Son retratadas en escorzo, un punto de vista que solo trabajó en esta pintura concreta, para que quien observe la obra solo aprecia sus rostros y brazos. El artista plasmó un momento de amor e intimidad sin el morbo que otros de sus contemporáneos solían imprimir en sus pinturas sáficas. Esto convirtió a la pintura como una de sus obras más profundas psicológicamente.

## Historia
A finales de 1892, Touluose-Lautrec recibió el encargó de decorar las paredes del burdel de la Rue d’Amboise de París. Eso le permitió observar el estilo de vida de las prostitutas, sorprendiéndose de que muchas de ellas estaban enamoradas y quiso retratarlo, para lo que pintó varios cuadros además de este. En total, esta pintura es parte de una serie de cuatro obras en total y son consideradas como algunas de las más destacadas del artista.
En 1893, Charles Maurin y Maurice Joyant le compraron la obra a Lautrec. En 1918, Joyant adquirió la obra completa. En 1931, la pintura pasó a manos de M. G. Dortu, en Le Vésinet siendo heredada por Jean-Alain Méric, siguiendo en una colección privada de la familia. Pertenece a una colección particular.
La pintura ha sido expuesta en diferentes espacios, como el Museo de las Artes Decorativas de París, el Palacio de Bellas Artes de Bruselas, el parisino Museo de la Orangerie o el Museo Nacional de Arte Occidental entre otros.
Tanto la técnica como la temática de la obra, sirvieron de inspiración para expresionistas como Egon Schiele.